# Echthronomas phormionis
Echthronomas phormionis är en stekelart som först beskrevs av Gupta 1971.  Echthronomas phormionis ingår i släktet Echthronomas och familjen brokparasitsteklar. Inga underarter finns listade i Catalogue of Life.